# Буровий шлам

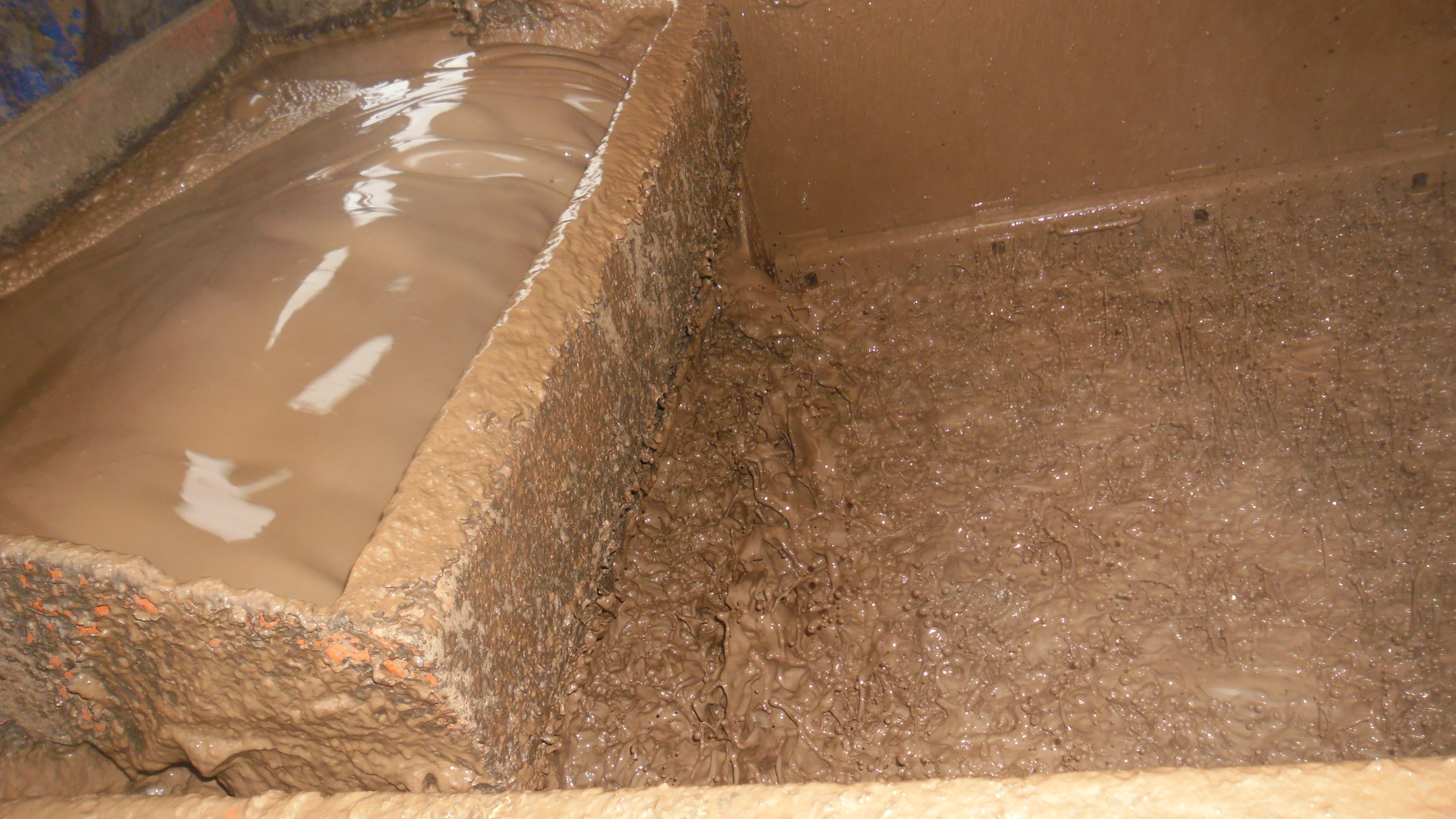
Обробка бурового розчину, що вміщає буровий шлам, на ситі.

Буровий шлам (рос. шлам буровой; англ. cuttings, drilling cuttings, drilling returns; нім. Bohrschlamm m) — дрібні частинки гірської породи, утворені при її руйнуванні в процесі буріння. Це уламки розбурюваних гірських порід, які виносяться з свердловини в процесі її буріння на поверхню висхідним потоком промивної рідини, які відбираються для визначення літології розрізів свердловин і їх кореляції. При бурінні пошукових та розвідувальних свердловин відбирається через 3-5 м проходки. Це дає відомості про літологічний склад розкритих порід по всьому розрізу свердловини. Шлам необхідно прив'язувати до тієї глибини, на якій він був розкритий свердловиною. Для цього необхідно зробити розрахунки за рівнянням, яке враховує відставання піднімання шламу на поверхню рідиною в процесі буріння свердловини.